# Pawłowski Obszar Chronionego Krajobrazu
Pawłowski Obszar Chronionego Krajobrazu – obszar chronionego krajobrazu o powierzchni 8000 ha położony w województwie lubelskim utworzony w 1983 r.

## Opis obszaru
Pawłowski Obszar Chronionego Krajobrazu obejmuje dolinę Wieprza i cieku wodnego Dorohucza, które otoczone są wzniesieniami kredowymi z półkolistym pierścieniem lasów otaczających Pawłów.
Obszar obejmuje tereny:
- gminy Łopiennik Górny
- gminy Rejowiec
- gminy Siedliszcze
- miasta Rejowiec Fabryczny

Na teren obszaru składają się lasy Nadleśnictwa Chełm i Nadleśnictwa Krasnystaw. Obszar zajmuje powierzchnię 8000 ha, z czego 6440 ha znajduje się w powiecie chełmskim. Zalesione tereny obszaru to głównie bory mieszane, grądy oraz mokradła. Obszar odgradza od siebie fabryczne tereny Lubelskiego Zagłębia Węglowego (na północy) i tereny Zakładu Cementownia Rejowiec w Rejowcu Fabrycznym (na południu).

### Stawy Kańskie
Obszar obejmuje tereny stawów rybnych o powierzchni ok. 140 ha w okolicy miejscowości Kanie. Na tym terenie swoje siedliska mają m.in. łabędzie nieme, perkozy, bociany czarne, kaczki, żółwie błotne.
W skład Stawów Kańskich wchodzą:
- Nowy Staw
- Duży Staw
- Górny Staw
- Kępiaty Staw
- Starszy Pan
- Zakącie
- Barszczowizna

## Turystyka

### Zabytki
Na terenie obszaru znajdują się następujące zabytki:
- „Dworzysko” grodzisko w miejscowości Kanie[3]
- „Szwedzkie Okopy” w miejscowości Kanie, wpisane do rejestru zabytków nr rej. A/180[3]
- Zespół północno-parkowy z XIX w. w miejscowości Kanie wpisany do rejestru zabytków nr rej. CHA/2008[3]

### Szlaki turystyczne
Przez teren obszaru przebiegają dwa szlaki turystyczne:
- Szlak Stawów Kańskich
- szlak turystyczny od Aleksandrii Krzywowolskiej przez Pawłów, Krasne, Zalesie Kańskie, Kanie – Wólkę Kańską do kanału Wieprz-Krzna